# Ljudmila Konstantinowna Glasowskaja
Ljudmila Konstantinowna Glasowskaja (russisch Глазовская, Людмила Константиновна, wiss. Transliteration Glazovskaja, Ljudmila Konstantinovna; geb. 31. August 1946) ist eine sowjetische und turkmenische Journalistin. Sie war Leiterin der staatlichen Informationsagentur Tukmen Press («Туркмен-Пресс», 1993–2000) und wurde 2018 ausgezeichnet als „Verdiente Journalistin Turkmenistans“ (Заслуженный журналист Туркменистана, 31. Mai 2018).

## Leben
Ljudmila Konstantinowna Glasowskaja wurde am 31. August 1946 geboren.
1972 schloss sie ihr Studium an der Fakultet Schurnalistiki MGU (факультет журналистики МГУ) an der Universität Moskau mit den Schwerpunkten Journalismus und Redaktion ab.
1976 bis 1979 war sie Chefredakteurin der Jugendzeitung „Komsomolets of Turkmenistan“ («Комсомолец Туркменистана»). Danach arbeitete sie bis 1991 als erste stellvertretende Direktorin der turkmenischen Nachrichtenagentur „Turkmeninform“ («Туркменинформ», eine Abteilung der TASS).
Von 1992 bis 2000 war sie Korrespondentin für Turkmenistan der russischen staatlichen Nachrichtenagentur ITAR-TASS.
Daneben war sie von 1991 bis 1993 Pressesprecherin des Präsidenten von Turkmenistan und von 1993 bis 2000 Leiterin der staatlichen Presseagentur Türkmenistanyň Döwlet habarlar agentligi (TDH, Туркменского государственного информационного агентства «Туркмен-Пресс»).
2010 bis 2014 war sie Redakteurin des turkmenischen Staatsverlags (Туркменская государственная издательская служба) und 2003 bis 2014 wieder Chefredakteurin der staatlichen Presseagentur (TDH).

## Ehrungen
- 1992 Verdienter Journalist Turkmenistans (Заслуженный журналист Туркменистана)
- 1996 Jubiläumsmedaille „Aus Liebe zum Vaterland“ (юбилейная медаль «За любовь к Отечеству»)
- 1997 Orden Galkynysch («Галкыныш»)